# Heinrich vom Ende
Heinrich vom Ende (* 12. August 1858 in Essen; † 20. Januar 1904 in Köln) war ein deutscher Musikverleger.
Heinrich vom Ende betrieb in Köln den gleichnamigen Musikverlag (Heinrich vom Ende’s Musikverlag). Über diesen publizierte er beliebte Musikbände wie beispielsweise Schatzkästlein – Die Meisterwerke der Lied und Tanzform. Zudem komponierte er eine Reihe von Männerchören wie Das Kätzchen, Es ist ein Brünnlein geflossen, Heimgang aus dem Walde, Lieder und Klavierstücke.
Er war Mitglied der musischen Studentenverbindung Akademischer Gesangverein München im SV.